# Johan Misiedjan
Johan Misiedjan (Paramaribo, 15 juni 1970) is een Surinaams zanger en songwriter. Hij wordt wel de Latin King of Suriname genoemd. Hij speelde in verschillende bands en verhuisde rond 1990 naar Nederland. Kort daarna begon hij zijn solocarrière. Later verhuisde hij naar België. In 2020 richtte hij met zijn vrouw en kinderen The Misiedjan Family op.

## Biografie
Misiedjan is geboren en getogen in Paramaribo en maakte op zijn veertiende zijn muzikale debuut als basgitarist in diverse bandjes. Zang pakte hij er ook steeds vaker bij en op zijn negentiende vertrok hij naar Nederland om zich verder in de muziek te ontwikkelen. Daar richtte hij in 1990 met vier anderen de band Heavy Duty op, met hijzelf als basgitarist en zanger. De groep speelde in de stijlen kaseko en loketo. Kort hierna ging hij solo verder. Een kleine twintig jaar later, in 2011, bracht hij deze muziek uit op de verzamel-cd Johan Misiedjan featuring Heavy-Duty & Ghabiang Boys.
Begin jaren negentig begon hij met zijn solocarrière. Hij wordt wel de Latin King of Suriname genoemd. Hier betreft het zijn muziekstijl vanaf zijn tweede cd, Mi wani si yu (1997), die hij in zijn moedertaal Aukaans zong in de stijlen salsa, merengue, bolero en zouk. Bij zijn debuutalbum Mi feni wan uma (1995) hield hij het op kaseko en bubbling. Hij heeft opgetreden in verschillende Europese landen, Suriname en Frans-Guyana, waaronder in de Anthony Nesty Sporthal en het Moengo Stadion, en op festivals als Kwaku, en de Nacht van de Salsa in België.
Tussendoor volgde hij rond 1997 de Internationale Muziekschool, waar hij noten leerde lezen van Rudi Bedacht. Daarnaast speelde hij een rol in de Surinaamse film De zwarte dag (2002) en richtte hij in 2004 een eigen label op, Showcenter, waarvoor hij een contract sloot met onder meer Kassav' uit Guadeloupe.
Zijn vrouw Xomara zingt eveneens en maakte in 2019 haar debuut met het gospellied Bon gado. Terwijl zij hiermee op nummer 1 kwam van de hitlijst Kanta Massie, stond hij tegelijkertijd samen met Grace Evora met Lolita op nummer 1 van de Bigi Powa Top 20.
In 2020, hij woont dan inmiddels in België, richtte hij met zijn vrouw en drie kinderen The Misiedjan Family op. Ondertussen werkt hij ook solo verder. In 2021 behaalde hij een nummer 1-hit bij meerdere radiostations met het nummer Tide neti, dat afkomstig is van zijn twintig jaar eerder verschenen cd Opo dansi. Het betekende voor hem zijn veertiende nummer 1-hit. In 2021 had hij met zijn zoon Derillio een hit met de single Mi lobi wi.

## Discografie

### Albums
- 1995: Mi feni wan uma, inkaseko en bubbling
- 1997: Mi wani si yu, Aukaanstalig, in salsa, merengue en bolero
- 2001; Opo dansi, productie van Glenn Gaddum sr.

### DVD
- ca. 2002: Sranan Latino